# Greta Andersen
Greta Andersen (Kopenhagen, 1. svibnja 1927. — 6. veljače 2023.) je bivša danska plivačica.
Olimpijska je pobjednica u plivanju, a godine 1969. primljena je u Kuću slavnih vodenih sportova.